# Faryngalisering
Faryngalisering is in de fonetiek een tweede articulatie van een medeklinker of klinker, waarbij de farynx of het strotklepje wordt belemmerd tijdens de articulatie van de klank.
In het Internationaal Fonetisch Alfabet wordt faryngalisering op de volgende manier weergegeven:
- Met het symbool <[ˤ]?> (een superscript gespiegelde versie van het symbool van de glottisslag) naast het symbool van de niet-gefaryngaliseerde versie van de klank. Voorbeeld: [tˤ]? als faryngalisering van [t]?.

In veel talen wordt faryngalisering geassocieerd met een meer dentale articulatie van een coronale klank. 